# 山口晶 (歌手)
山口 晶（やまぐち しょう、1975年10月12日 - ）は、日本の歌手。岐阜県各務原市出身。kathyssong所属。
高校時代、小説にはまり、詩を書き出す。卒業後、北京留学。帰国後、曲を書き出し、「無口」がAXIA Artist Audithi99の優秀作品にノミネートされ、これをきっかけに上京。

## ディスコグラフィー

### シングル
1. ヨダカの星 (2003年5月14日)
2. うつろぎ12号線 (2003年10月22日)
3. 右手の旅 (2004年4月21日)

### アルバム
1. 夜の地図(2004年1月21日)

### その他
- 尾崎豊トリビュートアルバム「"BLUE" A TRIBUTE TO YUTAKA OZAKI」に「街路樹」で参加。（2004年3月24日）